# Artem Ermakov
Artem Sergeyvich Ermakov (16 de março de 1982) é um voleibolista profissional russo.

## Carreira
Artem Ermakov é membro da seleção russa de voleibol masculino. Em 2016, representou seu país nos Jogos Olímpicos de Verão no Rio de Janeiro, que ficou em quarto lugar.